# Архиепископија крајовска
Архиепископија крајовска (рум. Arhiepiscopia Craiovei) је епархија Олтенијске митрополије под јурисдикцијом Румунска православне цркве. Област епархије обухвата жупаније Долж и Горж.
Надлежни архијереј је архиепископ Иринеу који је уједно и митрополит Олтенијске митрополије, а седиште епархије је у Крајови у којој се налази Саборна црква.

## Историја
Архиепископија крајовска је основана 24. маја 1947. године са територијалном јурисдикцијом која је обухватала жупаније Горж, Долж и Мехединци. Први архиепископ био је Фирмилијан Марин. Архиепископија је 1949. године ушла у састав Олтенијске митрополије са седиштем у Крајови.
Издајањем из Архиепископије крајовске, 6. марта 2003. године, формирана је нова Епархија северинска и стрехајска која обухвата територију жупаније Мехединци. Од тада јурисдикција архиепископије обухвата само територије жупанија Горж и Долж.

## Епископи
Архијереји Крајовске архиепископије имају, поред титуле архиепископа, и титулу митрополита олтенијског. Крајовски архиепископи од оснивања 1947. године су:
- Фирмилијан Марин (28. децембар 1947 — 29. октобар 1972, митрополит од 1949)
- Теоктист Арапашу (28. фебруар 1973 — 25. септембар 1977)
- Нестор Ворническу (23. април 1978 — 17. мај 2000)
- Теофан Саву (22. октобар 2000 — 8. јун 2000)
- Иринеу Попа (од 27. јула 2008)

## Протопрезвитерати
Архиепископија се састоји од шест протопрезвитерата:
- Протопрезвитерат Баилешти
- Протопрезвитерат Крајова Југ
- Протопрезвитерат Крајова Север
- Протопрезвитерат Таргу Жију Југ
- Протопрезвитерат Таргу Жију Север
- Протопрезвитерат Таргу Карбунешти

## Манастири
Под јурисдикцијом Крајовске архиепископије се налазе се следећи манастири:
- У жупанији Горж:[5]
  - Вишина
  - Деалу Маре
  - Икоана
  - Камарашеаска
  - Кожани
  - Красна
  - Лаиничи
  - Логрешти
  - Половрађи
  - Свети Илија
  - Света Тројица
  - Тисмана
  - Хурезани
- У жупанији Долж:[6]
  - Житијану
  - Карча
  - Маглавит
  - Попанзалешти
  - Садова
  - Свети великомученик Димитрије (митрополијска саборна црква)
  - Свети Георгије
  - Сви Свети (митрополијски параклис)